# Константинов, Владислав Георгиевич
Владислав Георгиевич Константинов (род. 28 декабря 1946, Москва) — российский режиссёр, заслуженный деятель искусств Республики Марий Эл, Республики Калмыкия и Российской Федерации (2024).

## Биография
Константинов родился в известной российской театральной семье. Его отец — театральный режиссёр, народный артист РФ Георгий Константинов, имя которого носит Академический русский театр драмы в Йошкар-Оле, Республика Марий Эл. Мать — народная артистка РФ Нинель Константинова.
Владислав Константинов после службы в армии работал режиссёром Марийского телевидения и режиссёром-постановщиком Марийского государственного музыкального театра 1967 по 1973 годы.
В 1975 году окончил Педагогический институт им. Н. К. Крупской по специальности «История и обществоведение».
После окончания Ленинградского государственного института театра, музыки и кинематографии в течение трех лет стажировался в Московском театре на Малой Бронной (руководитель А. В. Эфрос).
Работал главным режиссёром Ставропольского академического театра драмы им. М. Ю. Лермонтова' (1986−1989), был художественным руководителем Костромского государственного драматического театра имени А. Н. Островского (1989—1994). С сентября 1994 года — художественным руководителем Академического русского театра драмы имени Г. В. Константинова, г. Йошкар-Ола, Республика Марий Эл.
Константинов успешно работал режиссёром-постановщиком в Государственном академическом Малом театре и Московском театре миниатюр (2001—2005).
О его постановках «Кровные узы» по пьесе Э. Фугарта, «Свои люди сочтемся» по пьесе А. Н. Островского, «Старый добрый ансамбль» и «Корсиканка» по пьесам И. Губача восторженно писала столичная пресса.
Десятки спектаклей, поставленных им по пьесам отечественных и зарубежных драматургов, были удостоены высокой оценки зрителей и критиков, которые писали о спектаклях как о настоящем событии в театральной жизни Москвы и ряда регионов России.
Его творчество отличает тонкое понимание актерской природы, умение придать любому драматургическому материалу современное звучание.
Константинов участвовал в десятках разовых постановок в театрах Москвы, Казани, Краснодара, Ижевска, Уфы, Орла, Ульяновска, Иваново, Владикавказа, где ставил спектакли по пьесам Островского, Грибоедова, Куприна, Лермонтова, Л. Андреева, Шукшина, Шатрова, Булгакова, Мольера, Ростана, Шеффера и др.
В 2004 году Владислав Георгиевич поставил в Мытищинском театре драмы и комедии ФЭСТ спектакль «Свои люди сочтемся» по пьесе А. Н. Островского. Впоследствии в 2007 году актер ФЭСТа заслуженный артист Московской области Игорь Калагин получил приз за лучшую мужскую роль на фестивале "Подмосковные вечера".
Режиссёр принимал активное участие в программе поддержки русских театров за рубежом в Туркменистане и Украине.
В.Константинов является исполнительным директором и одним из создателей межрегиональной общественной организации Ассоциация русских театров РФ, кроме того регулярно работает в жюри республиканских и международных театральных фестивалей.
С 2010 года по 2017 являлся художественным руководителем и главным режиссёром Республиканского русского театра драмы и комедии Республики Калмыкия       (г. Элиста).
В мае 2013 года спектакль «Смешная история» по пьесе Н.Эрдмана «Самоубийца», режиссёром-постановщиком которого он является, был показан на Седьмом Межрегиональном театральном фестивале им. Н.Рыбакова в г. Тамбов.
Актер Александр Щеглов, исполняющий в этом спектакле роль Семена Подсекальникова, был удостоен высшей награды фестиваля — премии «Актер России», а сам спектакль заслужил самые высокие отзывы театральных критиков страны (В.Максимова, Н.Жегин, В.Подгородинский и др.).
Актриса театра Елена Хаптаханова была награждена специальным дипломом жюри «За служение русскому театру» за роль Марии Лукьяновны — супруги Подсекальникова, хотя такая номинация не была заявлена в рамках фестиваля.
В сентябре 2013 года Русский театр принял участие в Пятом международном театральном фестивале «Комплимент» (г. Новочеркасск), где показал комедию по пьесе Иржи Губача «Корсиканка» (реж. — засл.деят.иск. Республики Марий Эл В. Константинов, художник — засл.деят.иск. РФ В.Яшкулов, композитор — нар.арт. РФ Г.Гоберник).
Дипломом фестиваля «За лучшую режиссерскую работу» был награждён режиссёр спектакля, художественный руководитель Республиканского русского театра драмы и комедии РК, засл.деят. иск. Республики Марий Эл Владислав Константинов.
Дипломом «За лучшее художественное оформление спектакля» был награждён засл.деят.иск. РФ Валерий Яшкулов. Член жюри Александр Лютов — художник, член правления Союза театральных деятелей России — в своем выступлении заявил, что жюри на этом фестивале было трудно соблюдать «политес», поскольку после просмотра «Корсиканка» единодушно была названа лучшим спектаклем фестиваля.
Кроме того жюри отметило работу засл.арт. РФ Александр Щеглова специально созданной для него номинацией, которая не была заявлена в рамках фестиваля — «За лучшее исполнение мужской роли второго плана» — за блистательный эпизод в роли губернатора острова Св. Елены, сэра Хадсона Лоу.
В июне 2014 года художественный руководитель театра Владислав Константинов стал обладателем премии «Лучший режиссёр» Первого открытого фестиваля-лаборатории современного искусства «Верю!» (г. Астрахань).
Члены жюри: нар.арт. РФ Б.Невзоров, нар.арт. РФ В.Стеклов, нар.арт. РФ Ю.Кочетков, засл.деят. иск. РФ, профессор РАТИ М. Скандаров и директор фонда поддержки и развития культуры им. А.Райкина Ю. Кимлач (театр «Сатирикон») высоко оценили спектакль «Детектор лжи» по пьесе В.Сигарева.
С ноября 2018 года Владислав Константинов является художественным руководителем Академического Русского театра драмы им. Г. В. Константинова г. Йошкар-Ола Республики Марий-Эл.

## Творчество

### Работы в театре
- «Зойкина квартира» М. А. Булгакова. Под названием «Танго на закате».
- «Три жизни Айседоры Дункан»
- «На бойком месте» А. Н. Островского
- «Банкрот» по пьесе А.Островского «Свои люди, сочтемся»
- «Заведение мадам Шойбес» по повести А.Куприна «Яма» (1993 г.)
- «Очень смешная история» по пьесе Эрдмана Н.Р.«Самоубийца» (2012 г.)
- «Корсиканка» по пьесе И.Губача (реж. В.Константинов)
- «Детектор лжи» по пьесе В.Сигарева (2013 г.)
- «Бабье лето» по пьесе А.Менчелла (2013 г.)
- «Шесть блюд из одной курицы» по пьесе Г.Слуцки (2013 г.)
- «Поклонимся великим тем годам…» спектакль-реквием по инсц. В.Константинова (2014 г.)
- «Случай в темной комнате» по пьесе П.Шеффера (2014 г.)

## Признание и награды
- Заслуженный деятель искусств Российской Федерации (8 июля 2024 года) — за большой вклад в развитие отечественной культуры и искусства, многолетнюю плодотворную деятельность[2]
- Заслуженный деятель искусств Марий Эл
- Заслуженный деятель искусств Республики Калмыкия
- Международная премия имени святых равноапостольских Кирилла и Мефодия